# Nagroda im. Artura Rojszczaka
Nagroda imienia Artura Rojszczaka – wyróżnienie ustanowione przez Klub Stypendystów Zagranicznych Fundacji na rzecz Nauki Polskiej ku pamięci tragicznie zmarłego filozofa Artura Rojszczaka, jednego z założycieli klubu. 
Nagroda im. Artura Rojszczaka jest indywidualną nagrodą pieniężną (5.000 zł) przyznawaną corocznie (w drodze konkursu) młodym doktorom, którzy obronili pracę doktorską w ciągu ostatnich pięciu lat od czasu złożenia wniosku i wyróżniają się humanistyczną postawą, umiejętnością przełamywania barier i przekraczania ram wąskich specjalizacji naukowych, uczciwością i pasją naukową. Laureat musi być uczonym prowadzącym rzetelną działalność naukową (w dowolnej dziedzinie), dydaktyczną i społeczną, umiejącym przekraczać granice swojej specjalizacji. Fundatorami Nagrody są Klub Stypendystów Zagranicznych FNP (KZS FNP) oraz i FNP.

## Laureaci
- 2006: Ewa Kocój z Uniwersytetu Jagiellońskiego[2]
- 2007: Zbigniew Chaniecki z Politechniki Łódzkiej[2]
- 2008: Elżbieta Masiak z Katolickiego Uniwersytetu Lubelskiego[2]
- 2009: Błażej Błażejowski[2] z Instytutu Paleobiologii Polskiej Akademii Nauk
- 2010: Tomasz Samojlik[2] z Zakładu Badania Ssaków PAN w Białowieży
- 2011: Karolina Ruta z Instytutu Filologii Polskiej Uniwersytetu Adama Mickiewicza[2]
- 2012: Krzysztof Mazur z Uniwersytetu Jagiellońskiego[2]
- 2013: Agata Kołodziejczyk z Uniwersytetu Jagiellońskiego[2]
- 2014: Przemysław Swatek z Instytutu Niskich Temperatur i Badań Strukturalnych PAN we Wrocławiu[2]
- 2015: Katarzyna Zacharczuk z Narodowego Instytutu Zdrowia Publicznego - PZH[3]
- 2016: Łukasz Binkowski z Uniwersytetu Pedagogicznego im. KEN w Krakowie.
- 2017: Albertyna Paciorek z Instytutu Neofilologii, Uniwersytetu Pedagogicznego im. KEN w Krakowie.
- 2018: Andrzej Affek z Instytutu Geografii i Przestrzennego Zagospodarowania PAN[4]
- 2019: Małgorzata Kostrzyńska z Uniwersytetu Łódzkiego[5]